# Porto Rico (Paraná)
Porto Rico ist ein brasilianisches Munizip im Bundesstaat Paraná. Es hat 3.182 Einwohner (2022), die Porto-Riquenser genannt werden. Seine Fläche beträgt 82 km². Es liegt 268 Meter über dem Meeresspiegel.

## Geschichte
Porto Rico wurde von der Firma José Ebiner & Cia gegründet. Es war zunächst ein Verwaltungsbezirk von Paranavaí und wurde später durch das Gesetz Nr. 13 vom 5. August 1956 in das Munizip Loanda eingegliedert. Die politische und administrative Emanzipation als eigenständiges Munizip erfolgte am 5. Juli 1963 mit dem Staatsgesetz Nr. 4738. Die offizielle Gründung war am 21. April 1964.

## Geografie

### Fläche und Lage
Das Munizip liegt am Ufer des Paraná auf dem Terceiro Planalto Paranaense (der dritten Hochebene von Paraná) auf dem Breitengrad 22º46'20" Süd und dem Längengrad 53º16'01" West. Die Meereshöhe beträgt 470 Meter. Es hat eine Fläche von 218 km².

### Klima
In Porto Rico ist das Klima tropisch. Die meisten Monate im Jahr sind durch Niederschläge gekennzeichnet, die sich insgesamt auf 1463 mm por Jahr belaufen. Auf das Gesamtklima im Jahr haben die wenigen, trockenen Monate nur wenig Einfluss. Die Klassifikation des Klimas nach Köppen und Geiger lautet Am. Die Jahresdurchschnittstemperatur liegt bei 21,9 °C. 

### Gewässer
Porto Rico hat 28 km Ufer am Paraná, der hier bis zu 1500 m breit ist. Mehrere Wasserläufe fließen zum Paraná: Caracu, Nanci, 1ª água, 2ª água, Água do Patrão und Água do Taquarussu.

### Straßen
Porto Rico ist über die PR-577 an die BR-376 bei Nova Londrina angebunden. Nach Süden führt die PR-576 nach Santa Isabel do Ivaí.

### Nachbarmunizipien
|                    | Taquarussu (MS) und Batayporã (MS)          |                                |
|                    | Kompassrose, die auf Nachbargemeinden zeigt |                                |
| Querência do Norte | Santa Cruz de Monte Castelo                 | São Pedro do Paraná und Loanda |

## Demografie

### Bevölkerungsentwicklung
Quelle: IBGE (2011)
| Jahr | Einwohner | Stadt | Land  |
| ---- | --------- | ----- | ----- |
| 1970 | 6.192     | 1.042 | 5.150 |
| 1980 | 5.344     | 1.186 | 4.158 |
| 1991 | 3.211     | 1.495 | 1.716 |
| 2000 | 2.550     | 1.641 | 909   |
| 2010 | 2.530     | 1.764 | 766   |
| 2022 | 3.182     | -     | -     |

Quelle: IBGE (2011) und Volkszählung 2022

### Ethnische Zusammensetzung
Ethnische Gruppen nach der statistischen Einteilung des IBGE (Stand: 1991, 2000 und 2010)
| Gruppe*     | 1991  | 2000  | 2010  | wer sich als ...                                                                             |
| Weiße       | 1.711 | 1.329 | 1.218 | weiß erklärt                                                                                 |
| Schwarze    | 252   | 212   | 194   | schwarz erklärt                                                                              |
| Gelbe       | 38    | -     | 10    | fernöstlicher Herkunft wie japanisch, chinesisch, koreanisch etc.erklärt                     |
| Braune      | 1.211 | 999   | 1.108 | braun erklärt oder sich mit einer Mischung von zwei oder mehr der fünf Gruppen identifiziert |
| Indigene    | -     | 1     | -     | Ureinwohner oder Indio erklärt                                                               |
| ohne Angabe | -     | 9     | -     |                                                                                              |
| Gesamt      | 3.212 | 2.550 | 2.530 |                                                                                              |

*) Anmerkung: Das IBGE verwendet für Volkszählungen ausschließlich diese fünf Gruppen. Es verzichtet bewusst auf Erläuterungen. Die Zugehörigkeit wird vom Einwohner selbst festgelegt.

## Wirtschaft

### Fremdenverkehr
Porto Rico verfügt über einen Wasserpark, ein Resort, ein Gasthaus, ein Hotel und einen Jachthafen. Die größte touristische Attraktion der Gemeinde sind die Süßwasserstrände am Paraná. Der Hauptstrand von Porto Rico befindet sich auf der Insel Santa Rosa. Er hat feinen Sand, kristallklares Wasser und fast das ganze Jahr über eine angenehme Temperatur.
Neben den Stränden ist die Gemeinde reich an biologischer Vielfalt. Sie liegt im Umweltschutzgebiet Ilhas e Várzeas do rio Paraná. Auf dem Paraná werden Bootsausflüge und Tauchaktivitäten angeboten. In der Hochsaison erreicht die Bevölkerung fast 14 Tausend Menschen.

## Umwelt
All diese Touristenströme auf der Suche nach den natürlichen Attraktionen des Paraná führten zu einem unkontrollierten Wachstum des Stadtgebiets von Porto Rico. Es wurden große Flächen mit Eigentumswohnungen und Ferienhaussiedlungen mit Bootsrampen in Dauerschutzgebieten (Área de Preservação Permanente – APP) überbaut. Im Jahr 2014 begann unter der Leitung des damaligen Leiters des Instituto Chico Mendes de Conservação da Biodiversidade in der Region, Erick Xavier, eine gemeinsame Anstrengung zur Förderung eines geordneten und nachhaltigen Wachstums in der Gemeinde.
Neben der Kontrolle der Auswirkungen der unkontrollierten Nutzung der natürlichen Ressourcen wurde auch versucht, die Sportfischerei als Alternative zu fördern, um die Auswirkungen dieser Maßnahmen auf die aquatische Artenvielfalt zu verringern und den Paraná zu reinigen. Die Säuberung des Flusses wurde mit Tauchern durchgeführt, die zurückgelassene Fischereigeräte einsammelten, die nicht nur ein Unfallrisiko für Taucher darstellen, sondern auch die Verschmutzung der Strände und das "Geisterfischen" begünstigen, bei dem die Netze und Haken auch dann noch Fische fangen, wenn sie aufgegeben wurden.

## Stadtverwaltung
- Bürgermeister: Álvaro de Freitas Neto, PSD (2021–2024)